# 巽他古陆

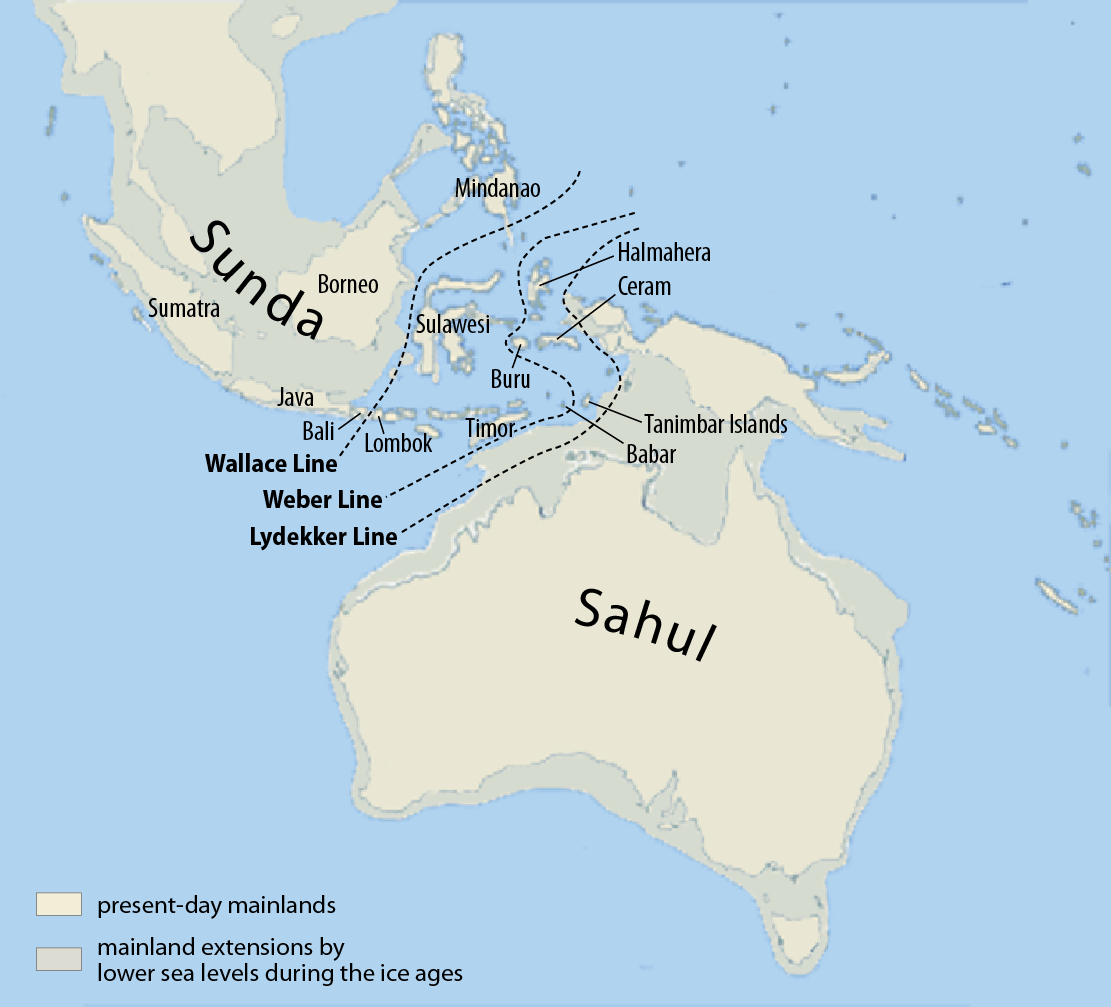
巽他陆棚與莎湖陆棚示意图

巽他古陆（英語：Sundaland）是生物地理学概念，指的是末次冰期由于海平面下降而在东南亚地区露出水面并连成一体的陆地。巽他古陆的相当一部分地区，今日都已位於海面以下，成为巽他陆架。仍然是陆地的部分，包括马来半岛、婆罗洲、爪哇岛、苏门答腊岛等。巽他古地的东界为华莱士线（Wallace Line），即东洋界与澳新界动物群的分界线。